# دوري أمريكا الشمالية 2012
دوري أمريكا الشمالية 2012 (بالإنجليزية: 2012 North American Soccer League season)‏ هو الموسم 2 من دوري أمريكا الشمالية. أشرف على تنظيمه اتحاد الولايات المتحدة لكرة القدم، وكان عدد الأندية المشاركة فيه 8، وفاز فيه Tampa Bay Rowdies ‏.